# ادسون آلواردو
ادسون آلواردو (اسپانیایی: Edson Alvarado‎؛ زادهٔ ۲۷ سپتامبر ۱۹۷۵) بازیکن فوتبال اهل مکزیک بود.
از باشگاه‌هایی که در آن بازی کرده‌است می‌توان به باشگاه فوتبال نیکاکسا، باشگاه فوتبال مونتری، باشگاه فوتبال سانتوس لاگونا، و باشگاه فوتبال تیگرس اونال اشاره کرد.
وی همچنین در تیم‌های ملی فوتبال زیر ۲۳ سال مکزیک و مکزیک بازی کرده‌است.